# Politikos
De politikós (Grieks: πολιτικός [στίχος]) is een term uit de Byzantijnse en Nieuwgriekse letterkunde. Hij slaat op een typische versmaat die volgende kenmerken bezit:
- het is een blank vers, en er is dus geen rijm
- iedere versregel telt vijftien lettergrepen, met een uitgesproken cesuur na de achtste lettergreep
- het ritme is jambisch en gebaseerd op de klemtoon, die telkens op even lettergrepen moet vallen (maar de dichter heeft de vrijheid om niet aan alle even lettergrepen een klemtoon te geven)

Een andere dichterlijke vrijheid in de ‘politikos’ is dat een ritmische onregelmatigheid bij het begin van het vers en / of onmiddellijk na de cesuur de toehoorder niet hindert.
De naam politikos houdt geen enkel verband met het begrip ‘politiek’ zoals wij dat kennen, en verwijst niet naar de politieke inhoud van een gedicht. Hij heeft veeleer te maken met de originele betekenis van het Griekse woord πολιτικός = burgerlijk, en toont aan dat het in oorsprong een uitdrukkingsvorm was, gebruikt voor onderwerpen van seculiere, niet-religieuze aard.
De politikos is dan ook bij uitstek de versvorm van de (anonieme) Griekse volkspoëzie (vb. de Digenis Akritas) en van heel veel Byzantijnse en Nieuwgriekse dichters (vb. de Erotokritos van Kornaros).
Een voorbeeld:
Τὰ μάτια σου 'ναι πέλαγος // καὶ θάλασσα μεγάλη
κι' ἀπέραντος ὠκεανός // κ' ἐγώ 'μαι τ' ἀκρογιάλι.
( Grafische voorstelling: {\displaystyle \smile } — {\displaystyle \smile } — {\displaystyle \smile } — {\displaystyle \smile } —  //  {\displaystyle \smile } — {\displaystyle \smile } — {\displaystyle \smile } — {\displaystyle \smile } )